# Ejército del Ducado de Varsovia
El Ejército del Ducado de Varsovia refiere a las fuerzas militares del Ducado de Varsovia. El ejército se basó significativamente en las Legiones polacas al servicio de Francia; era de aproximadamente 30.000 hombres y se expandió durante los tiempos de guerra a casi 100.000. Estaba compuesto de infantería, con una fuerte fuerza de caballería apoyada por artillería. Las costumbres y tradiciones napoleónicas dieron lugar a algunas tensiones sociales, pero en general se les atribuye una útil modernización y reforma.

## Tamaño

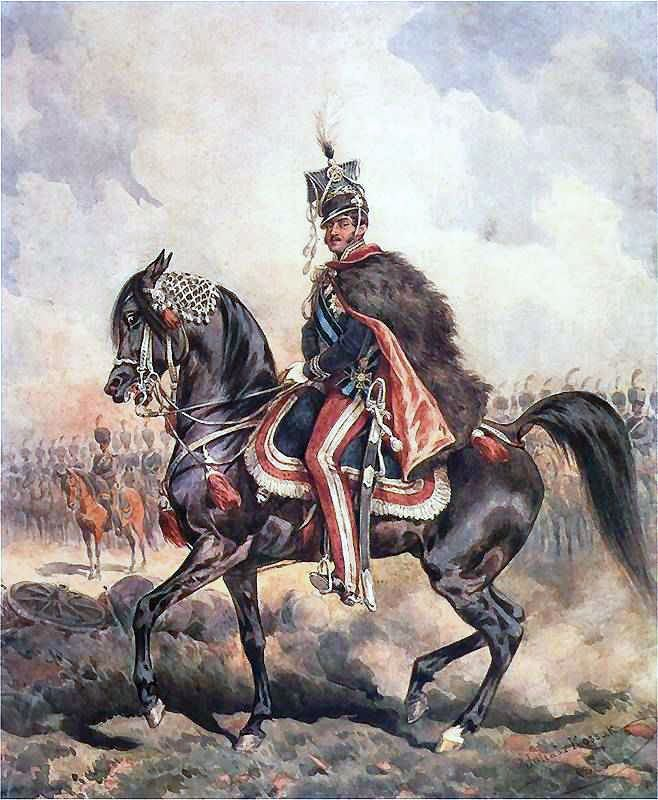
Józef Poniatowski.

El cuadro del Ejército del Ducado de Varsovia fue formado por los legionarios de las Legiones Polacas. Además, fue rellenado por soldados más viejos del Ejército de la mancomunidad polaco–lituana, quiénes respondieron a la llamada a las armas de Józef Poniatowski, y también a la juventud patriótica. En 1808, después de que el primer período de emergencia hubiera terminado, y el Ducado se sentía más seguro, a los que deseaban abandonar el ejército se les daba permiso. El ejército se expandió con grandes oleadas de nuevos reclutas en vísperas de nuevas guerras en 1809 y 1812, cuando el Ducado luchó contra otros particionadores de Polonia, lo que resultó en una afluencia de reclutas de esos territorios, con la esperanza de ver su patria liberada. La fase final de reclutamiento fue en el otoño e invierno de 1813, cuando el Ducado estaba tratando de recuperarse para su propia defensa después de la derrota de Napoleón en Rusia.
A su creación, el Ejército numeró 30.000 hombres (fuera de la población del Ducado de 2.6 m). El tamaño del ejército era una carga económica considerable para el pequeño estado. El ejército se expandió varias veces; y se duplicó en 1809. Varios regimientos estuvieron patrocinados por los franceses. Para la guerra de 1812, se desplegaron casi 100.000 hombres, más de lo que el ejército de la mancomunidad polaco-lituana pudiera haber tenido nunca. Tras la derrota en Rusia, en 1813, el Ejército, reconstruido totalizo aproximadamente 20.000 o 40.000 hombres (las fuentes varían).
Se estima que entre 180.000 y 200.000 hombres sirvieron en el Ejército a lo largo de su breve existencia.
Además del Ejército del Ducado de Varsovia, los polacos también sirvieron en otras formaciones aliadas a Francia; la más notable, la Legión Vístula. Además del ejército permanente, una guardia nacional podría ser llamada a la acción, como sucedió en 1809 y 1811.
Los comandantes polacos notables del ejército del ducado de Varsovia incluyen al príncipe Józef Poniatowski (que fue comandante en jefe del ejército durante la mayor parte de su historia) y Jan Henryk Dąbrowski.

## Composición
El Ejército del Ducado de Varsovia estaba compuesto por las siguientes formaciones:
- Un regimiento de coraceros (14.º)
- Diez regimientos de Ulanos lanceros (2.º, 3.º, 6.º, 7.º, 8.º, 9.º, 11.º, 12.º, 15.º, 16.º);  cinco más se formaron en Lituania en 1812
- Dos regimientos de húsares (10.º y 13.º)
- Tres regimientos de chasseurs (1.º, 4.º y 5.º)
- Diecisiete regimientos de infantería (numerado de uno a diecisiete; cinco más se formaron en Lituania en 1812)
- Un regimiento de artillería a caballo (compuesto por cuatro compañías)
- Veinticinco compañías de artillería regular

En 1813 se planearon varias unidades de caballería ligera, Krakusi (Cracus o cosacos polacos); al final se formó un regimiento.

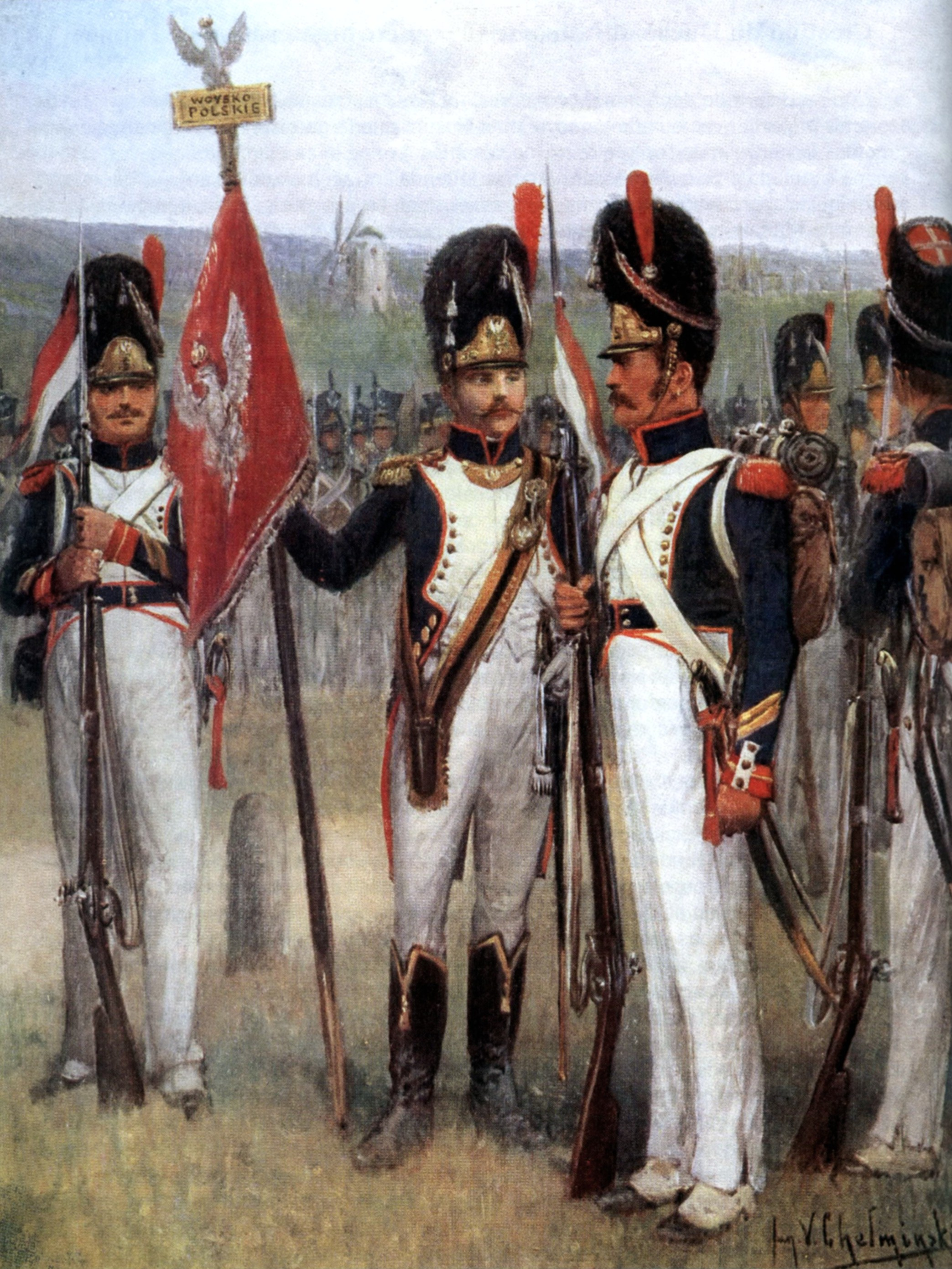
5° Regimiento de infantería.
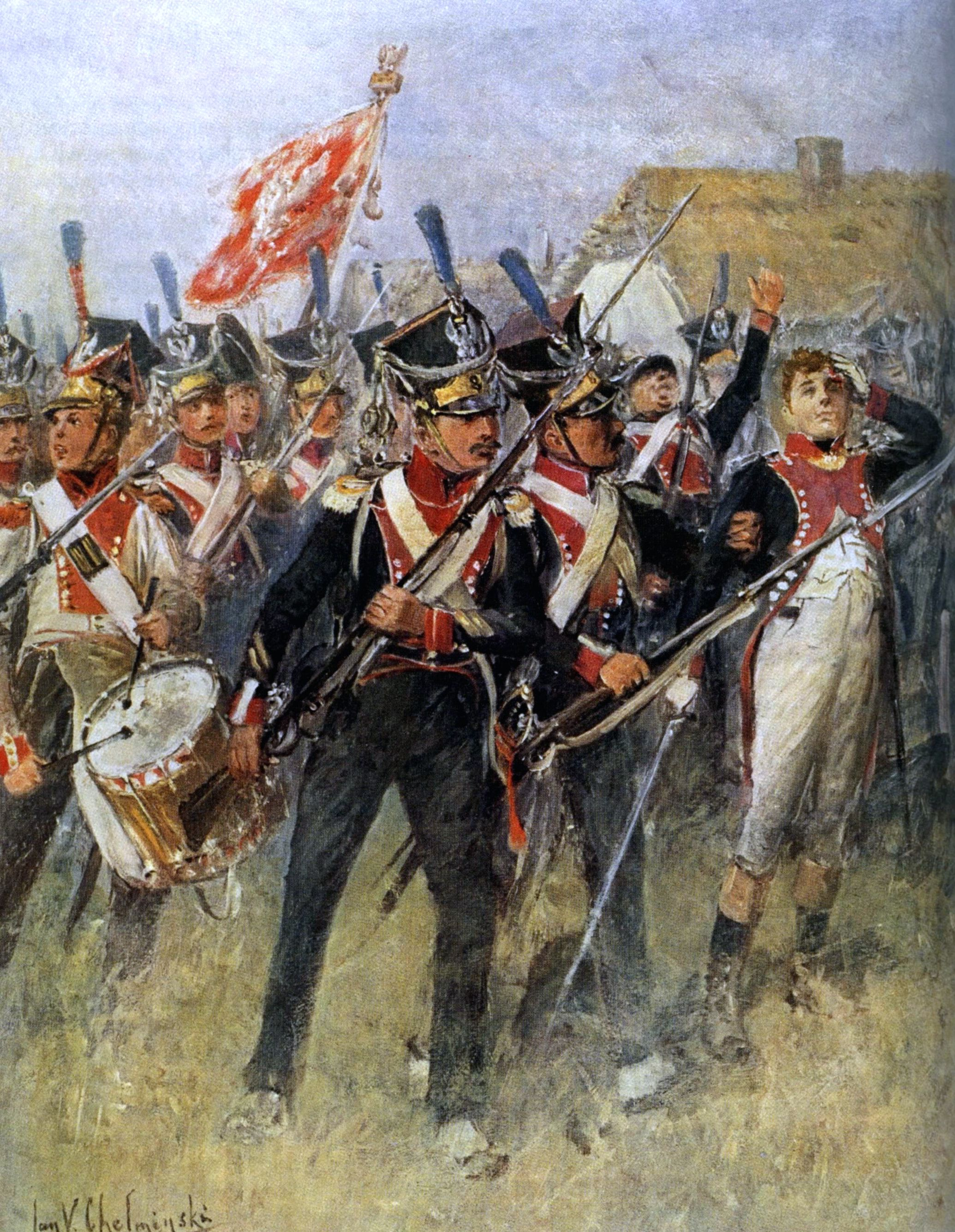
8° Regimiento de infantería.
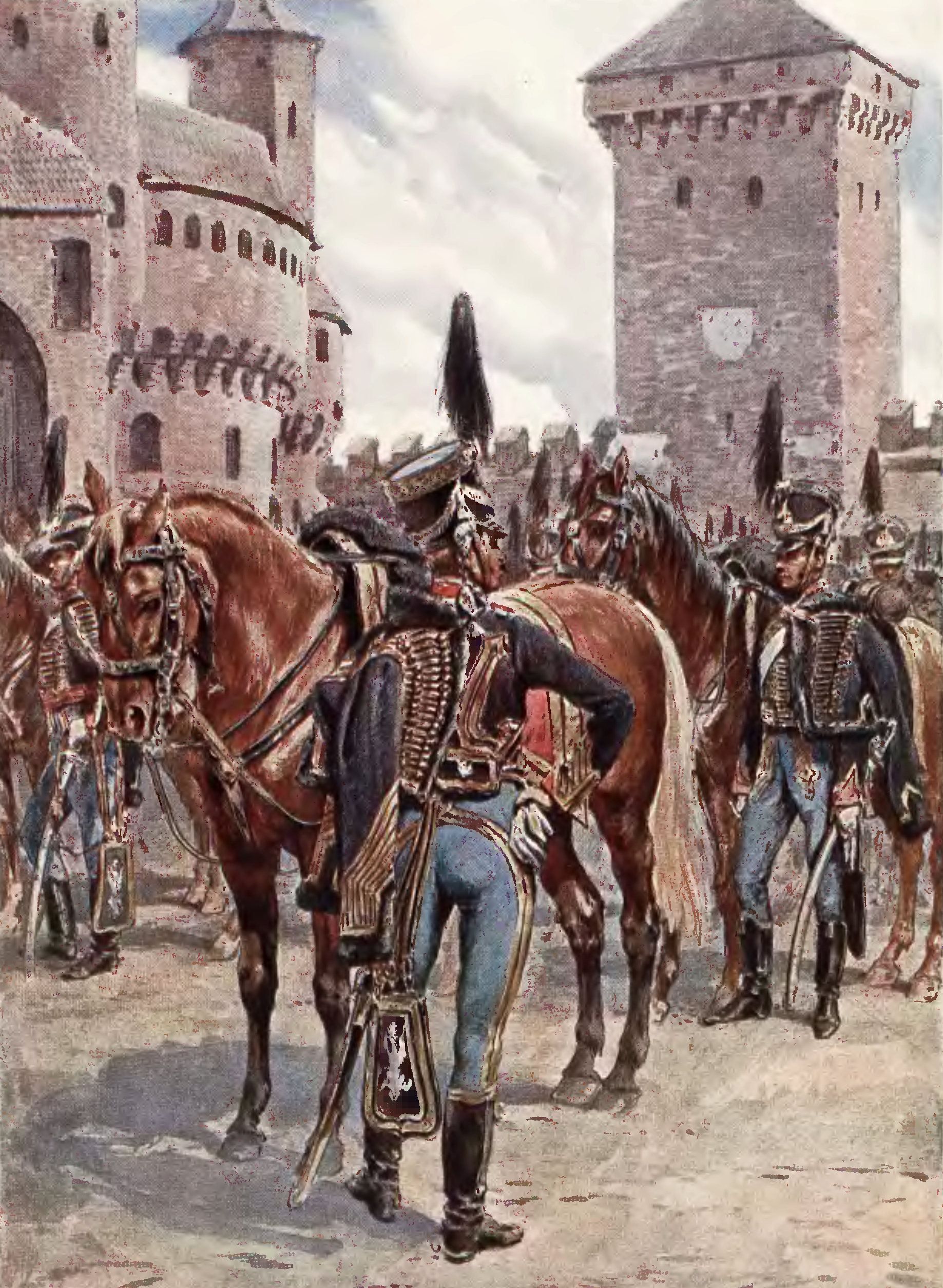
10° Regimiento de Húsares.
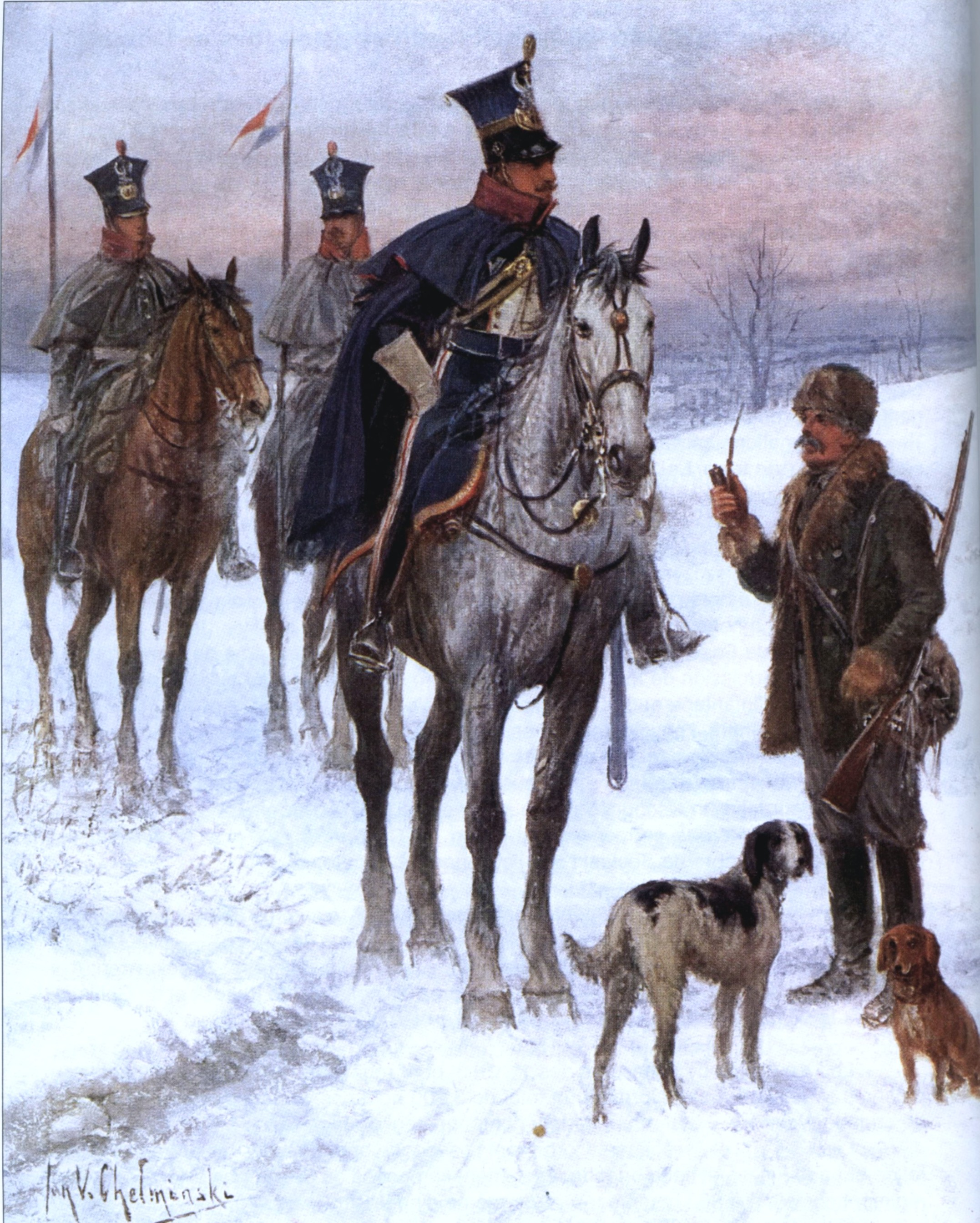
11° Regimiento de Ulanos.
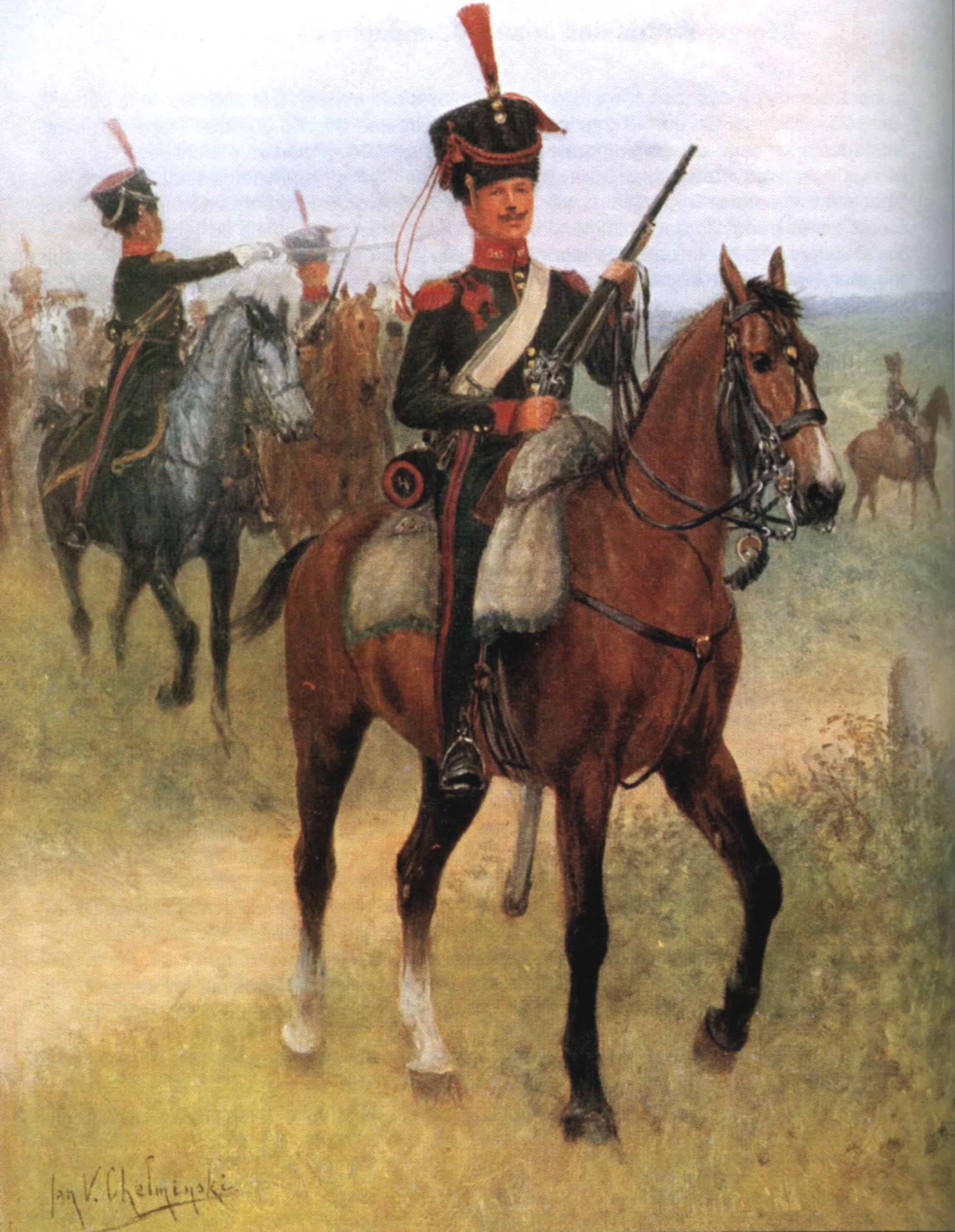
4° Regimiento de Chasseurs.
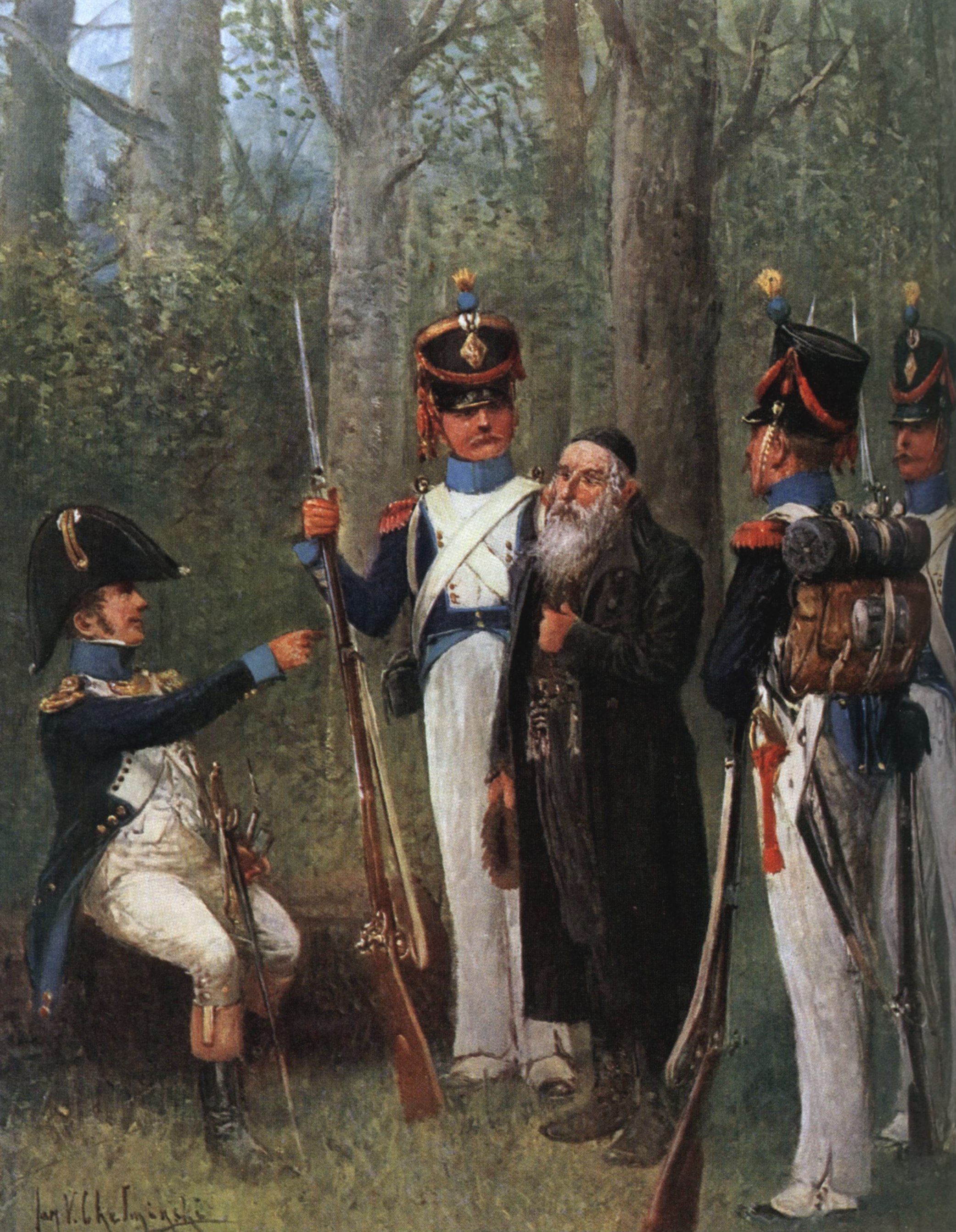
Guardia Nacional.
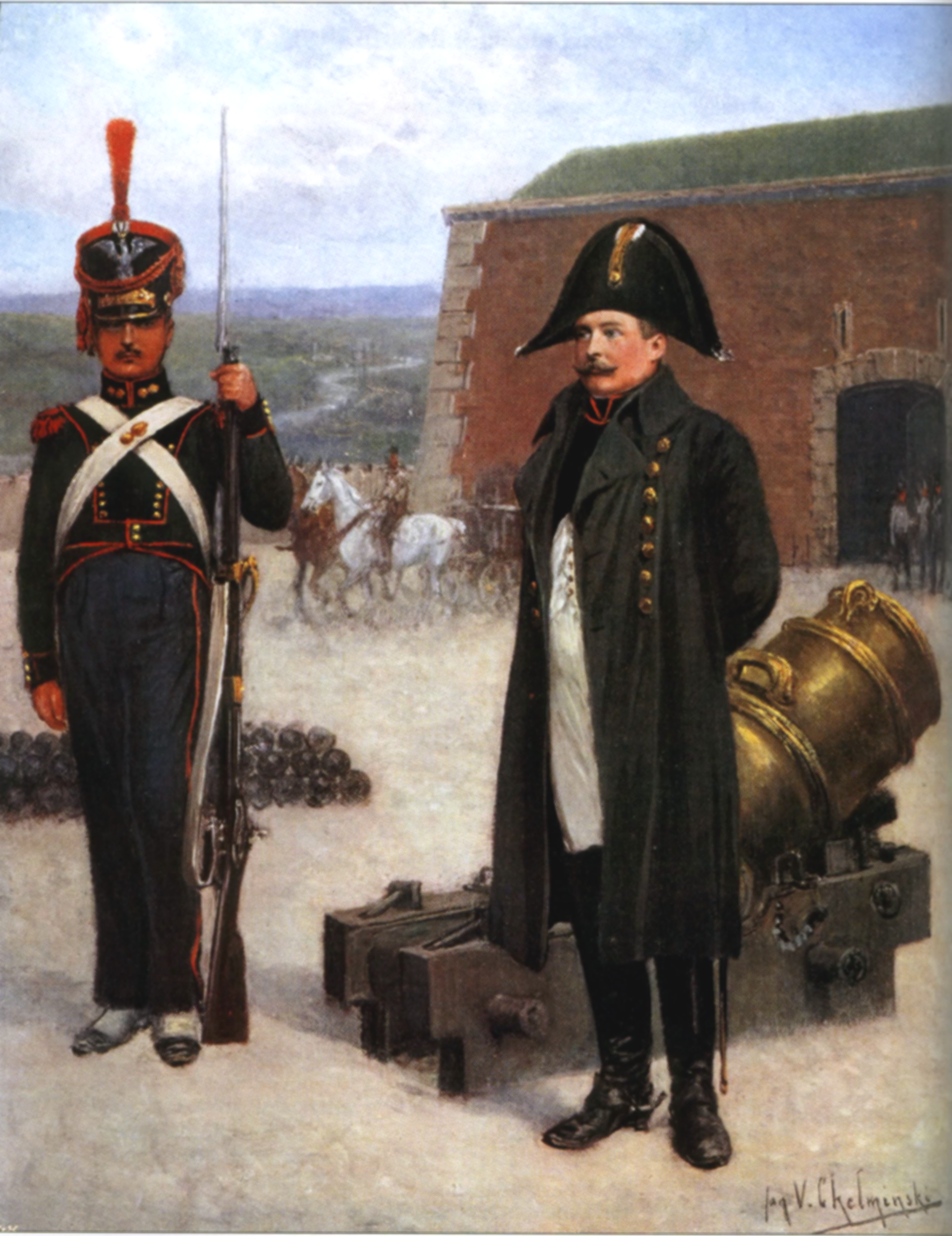
Cuerpo de ingenieros.
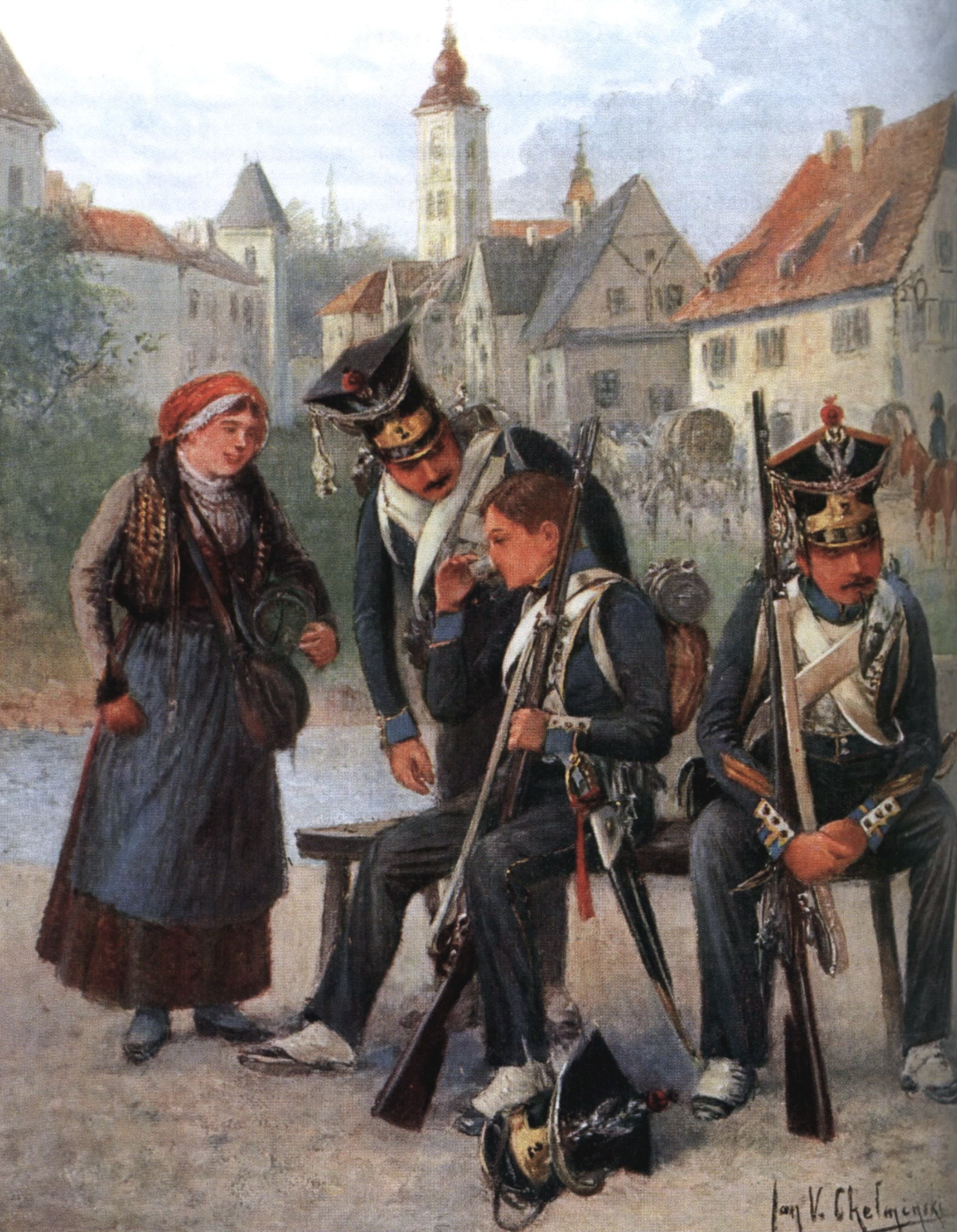
2° Regimiento de infantería.
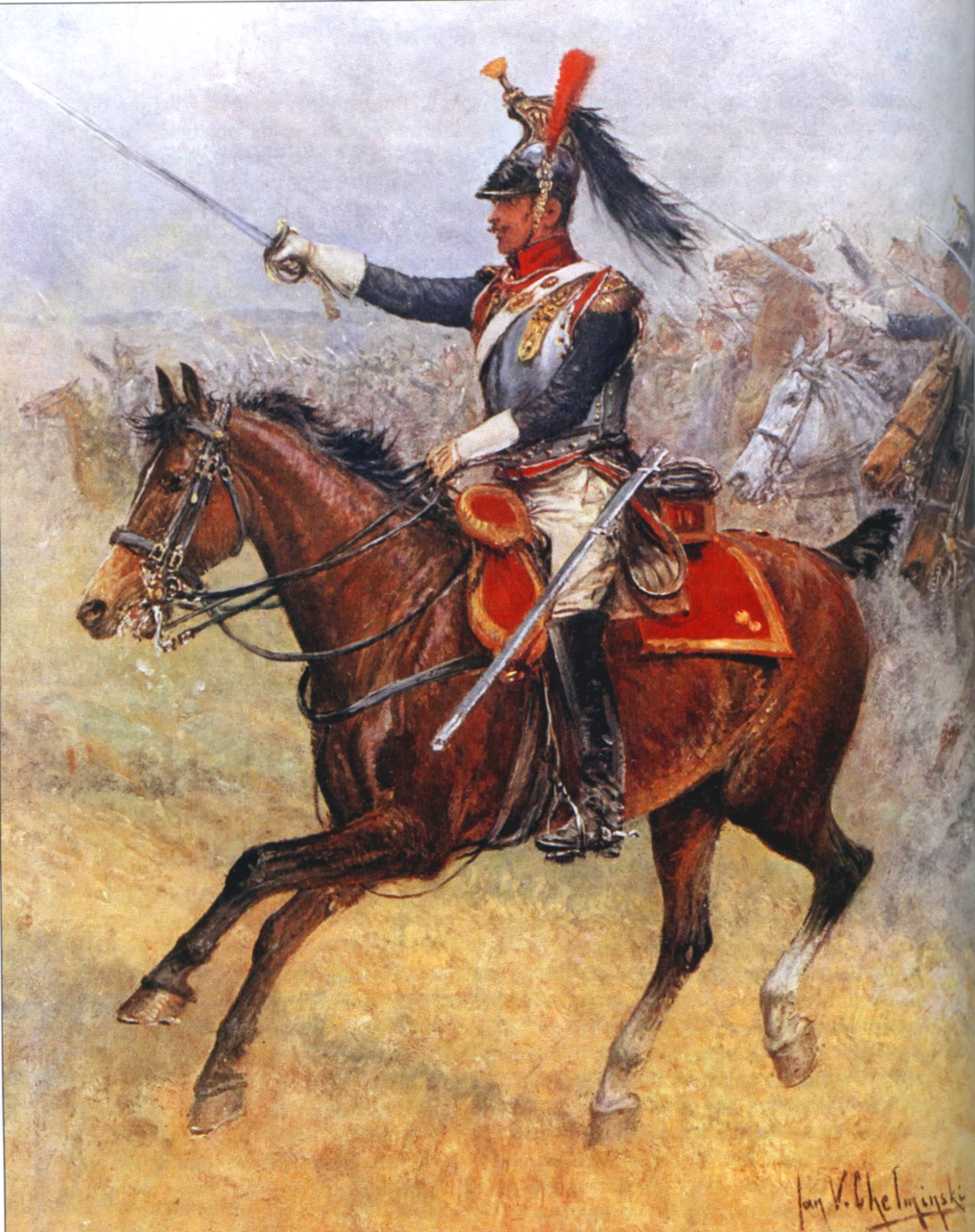
14° Regimiento de Coraceros.
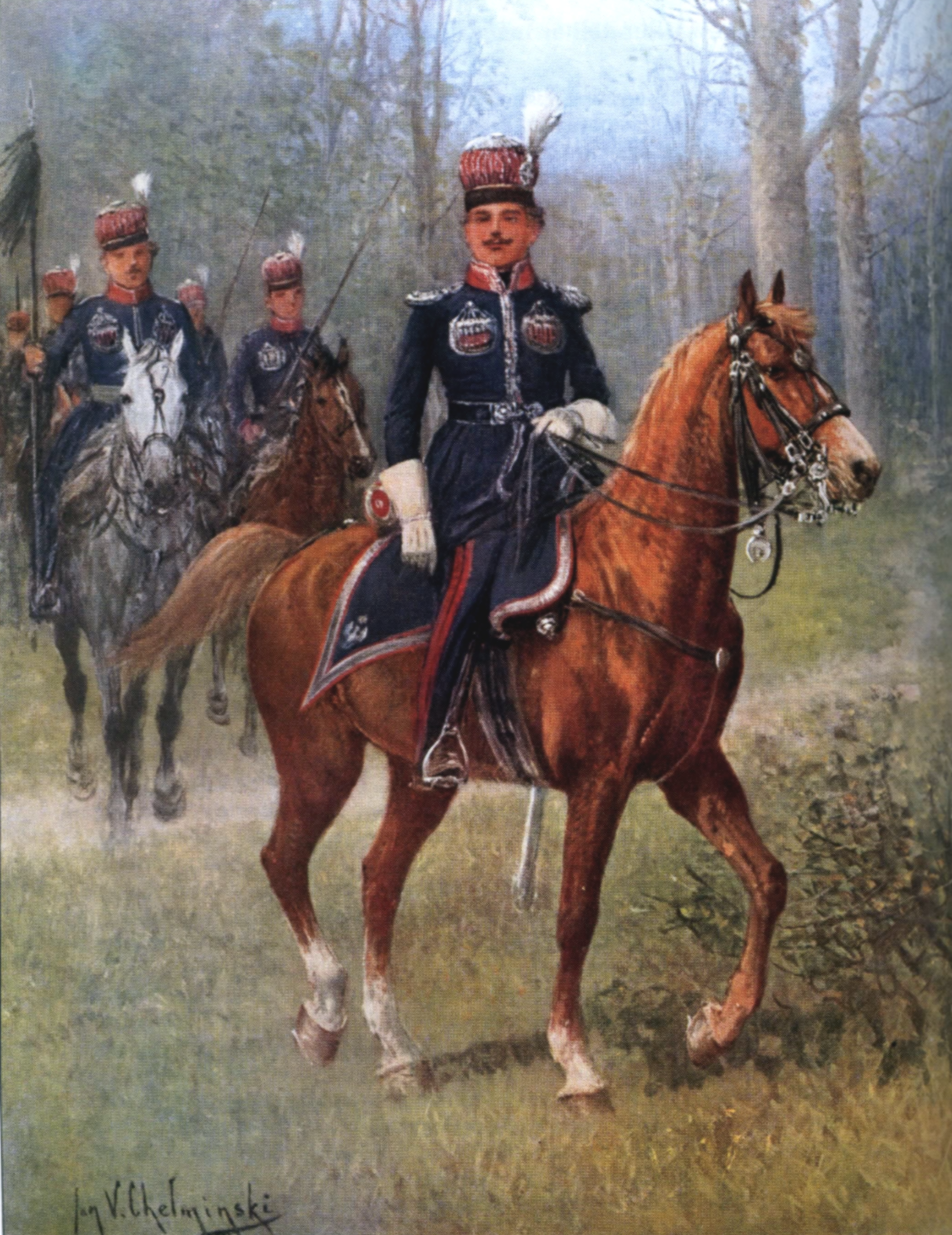
Krakusi.

## Cultura, entrenamiento y tiempo de servicio

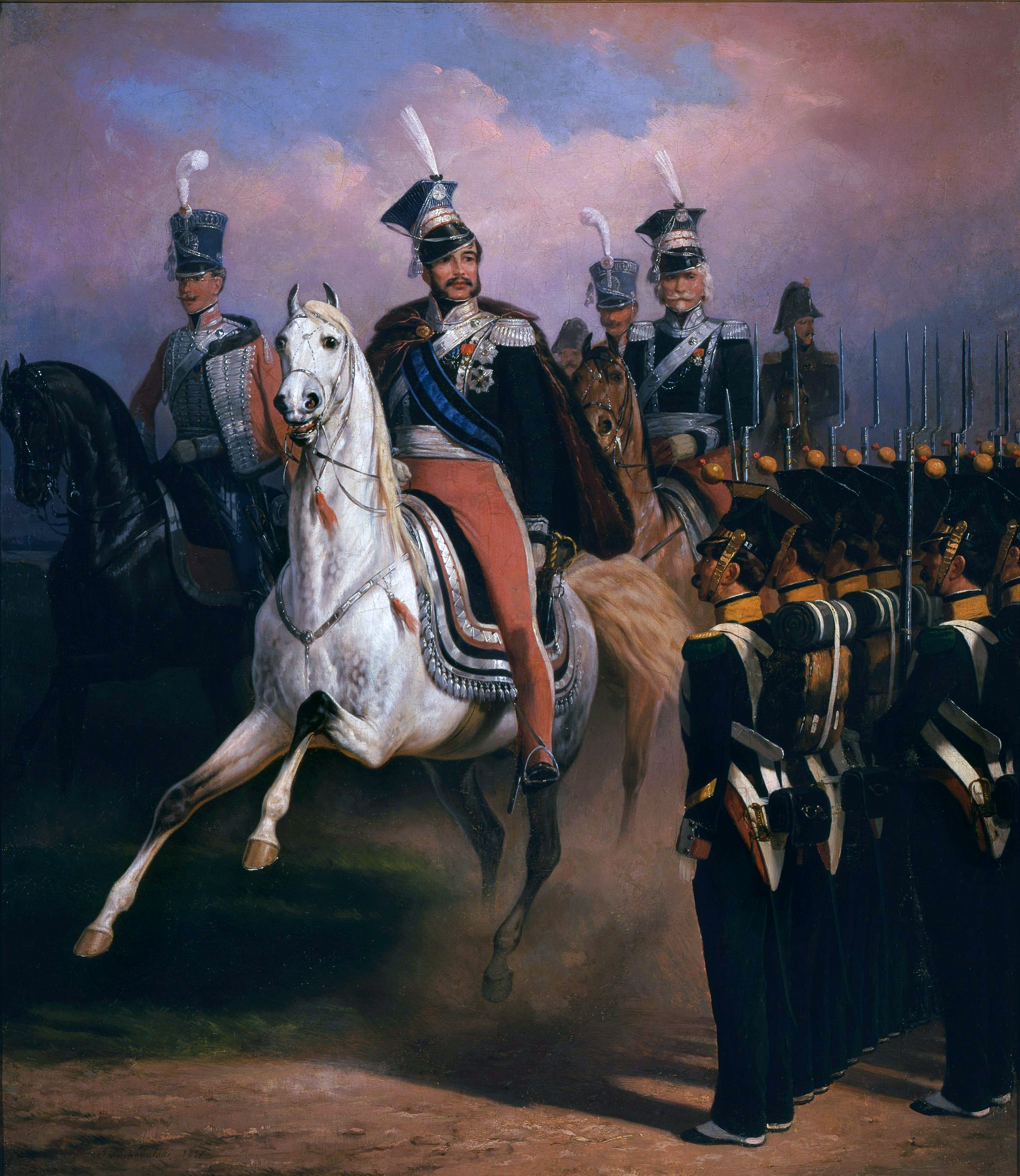
Poniatowski en frente de granaderos.

El ejército fue escenario de un choque cultural entre las nuevas tradiciones democráticas francesas y las viejas costumbres polacas, con enfrentamientos sobre el papel de la nobleza en el ejército, y algunos conservadores intentaron restringir el rango de oficiales a los nobles. Las tradiciones cívicas y revolucionarias francesas, pasadas por veteranos legionarios, dieron como resultado una mayor motivación de los reclutas campesinos, en comparación con el ejército de la antigua Mancomunidad. El papel educativo del ejército se ve como uno de sus principales éxitos, aunque involuntarios. El ejército también mejoró debido a la modernización y adopción de las reglas y tácticas militares francesas modernas. En general, la era del Ducado de Varsovia marcó un período de modernización del ejército polaco, con una nueva doctrina y ciencia militar que fue codificada por el académico polaco de esa época, Ignacy Prądzyńesquí.
El tiempo obligatorio de servicio se estableció en 6 años, y los ciudadanos de entre 21 y 28 años tienen la posibilidad de ser elegidos al azar para el servicio militar obligatorio. El Ejército fue apoyado por las nuevas escuelas, con la escuela primaria de 3 años y una escuela postulante de 1 año para artillería e ingeniería.
En general, las unidades polacas fueron consideradas por los franceses como altamente motivadas y de alta calidad.

## Historia operacional

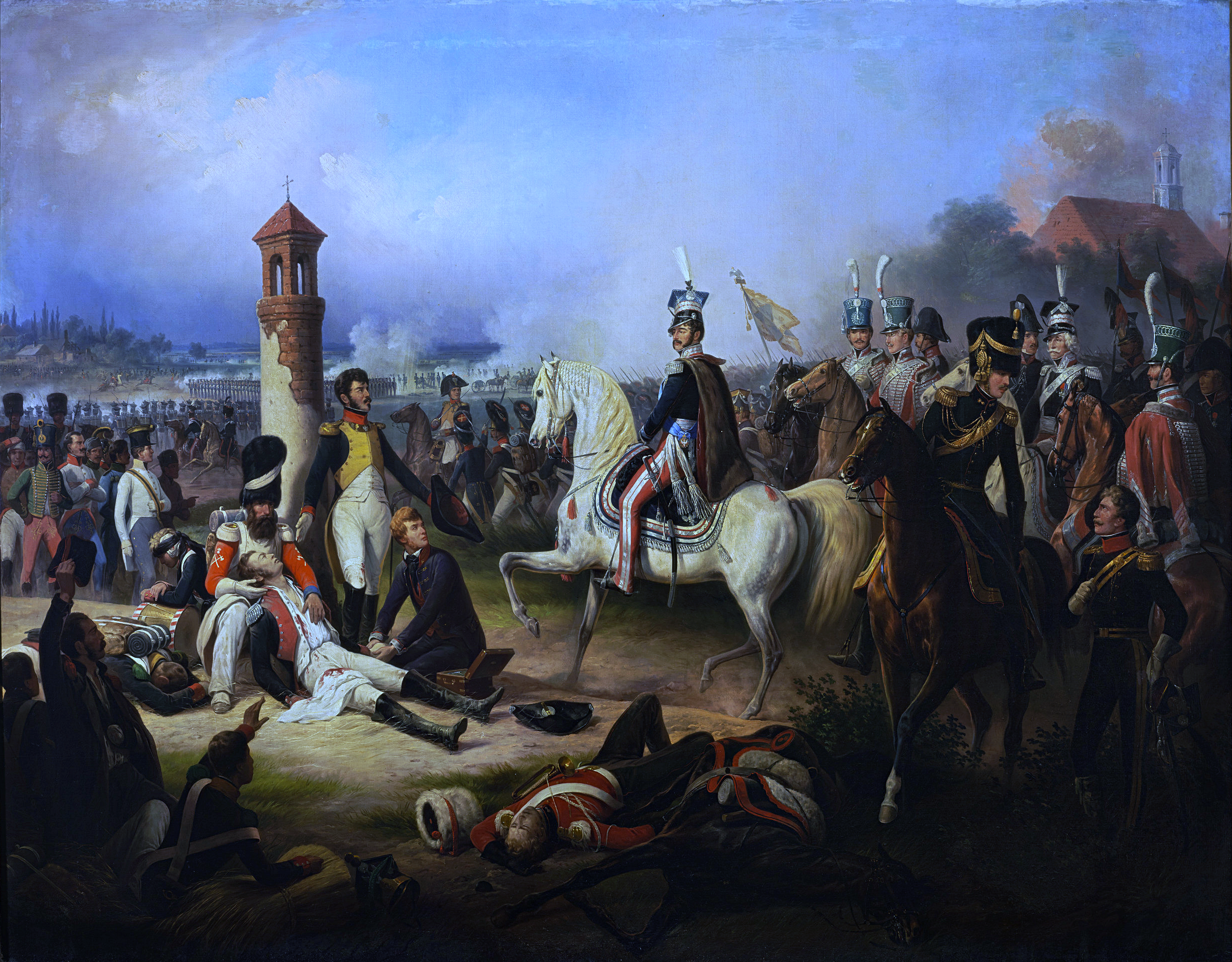
Batalla de Raszyn 1809.

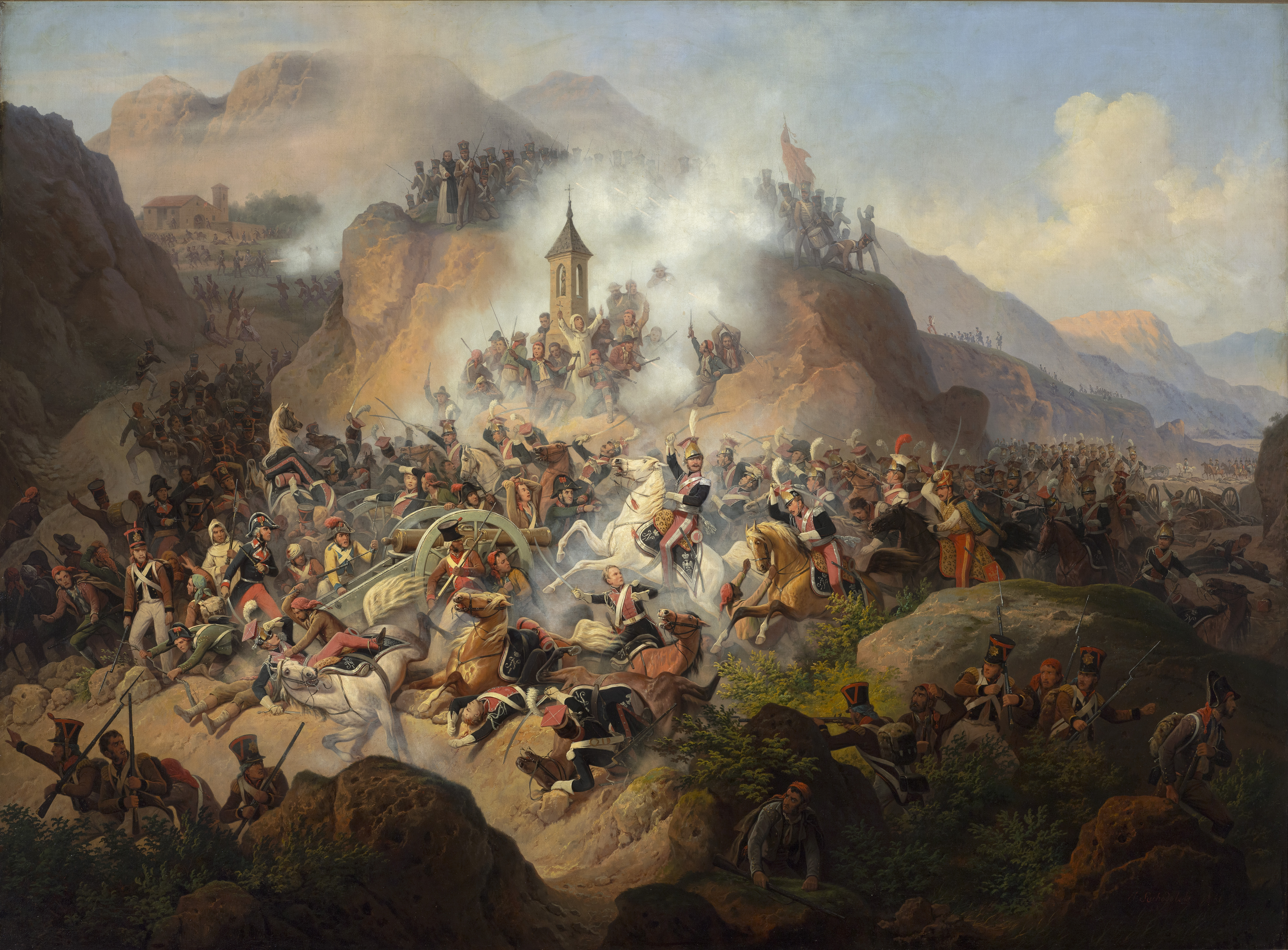
Carga de la caballería ligera polaca en la Batalla de Somosierra.

El ejército se formó en el momento de la creación del Ducado de Varsovia en 1807. El ejército participó en numerosas guerras al lado de la Francia napoleónica , incluso en la Guerra de la Cuarta Coalición (1806-1807), la Guerra Peninsular, la Guerra de la Quinta Coalición (principalmente en la guerra polaco-austríaca ) de 1809, y en la Guerra de la Sexta Coalición (en particular, en la invasión francesa de Rusia) de 1812-1813. En la campaña rusa de 1812, las unidades polacas formaron un cuerpo completo (el V Cuerpo) de la Grande Armée. El ejército sufrió más del 70% de pérdidas. El ejército sufrió nuevas bajas en la batalla de Leipzig en 1813, donde el Príncipe Poniatowski murió.
Después de las derrotas napoleónicas en 1813, el Ducado fue ocupado por los enemigos de Napoleón. Como varias guarniciones en fortalezas resistieron, gran parte del ejército siguió a Napoleón de regreso a Francia ese año. Desorganizado después de la muerte de Poniatowski, en 1814, el ejército todavía tenía unas 8.000 personas en territorios controlados por Francia, la mayoría en la misma Francia, pero estos restos se incorporaron al ejército francés y dejaron de existir después de la derrota final de Napoleón. Después del Tratado de Fontainebleau la mayoría de los soldados polacos fueron puestos bajo la custodia de los rusos.